# 婆羅洲綠喜鵲

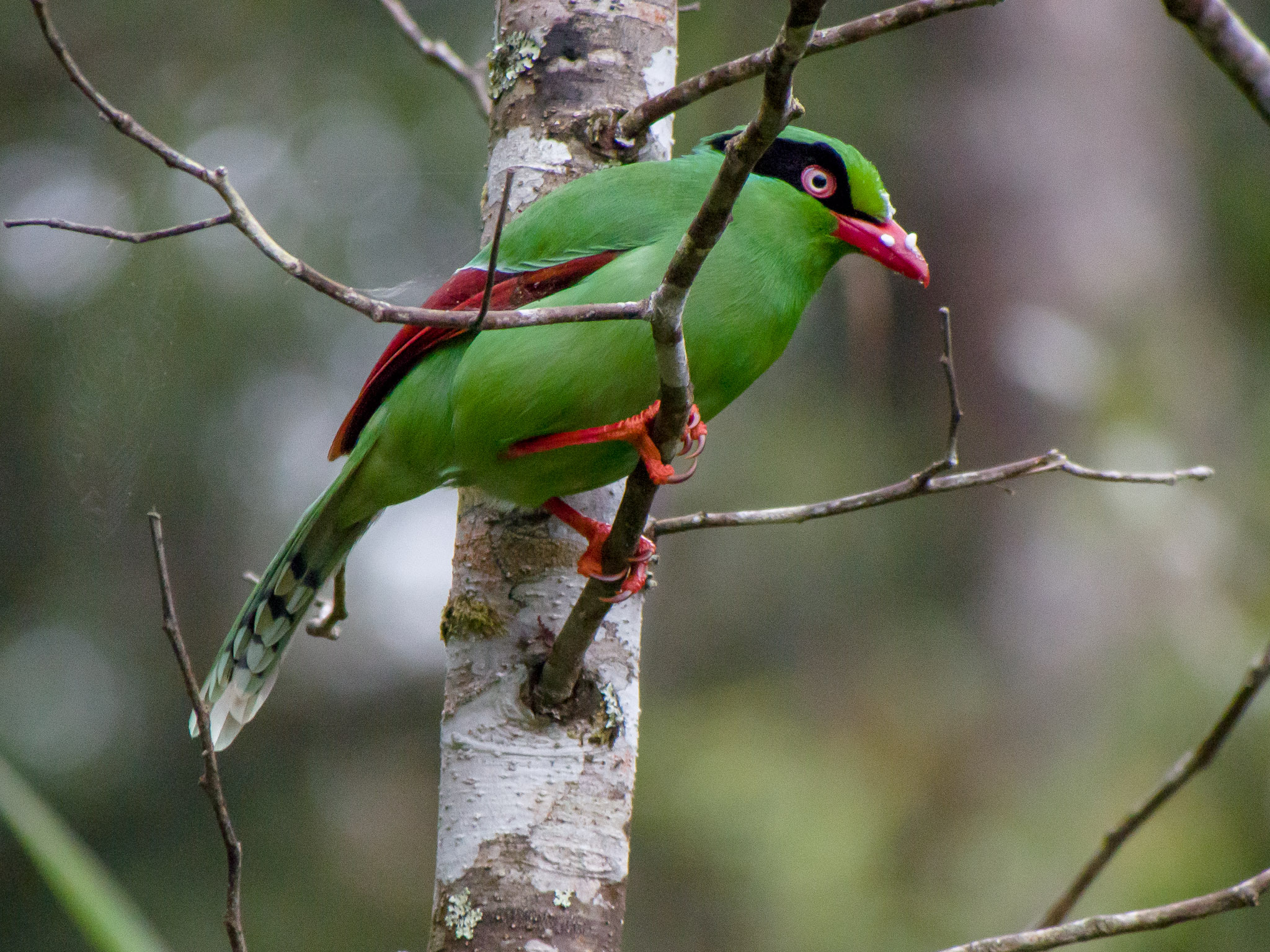
婆羅洲綠喜鵲

婆羅洲綠鵲（學名：Cissa jefferyi），是婆羅洲島北部山區森林特有的鴉科绿鹊属鳥類，以前被列為短尾绿鹊的一個亞種。婆羅洲綠鵲在綠鵲屬中是獨一無二的，牠的眼睛虹膜是白色的（其他物種是深紅棕色的）。
牠們棲息在海拔305米至2735米之間的高度，但主要分佈在950米至2500米之間。棲息在森林中上層茂密的植被中，只進行短途飛行。
牠們主食是昆蟲和蛞蝓，也捕食青蛙和小蜥蝪。通常在樹冠層築杯狀巢，其他習性不詳。